# Zittersheim
Zittersheim es una localidad y comuna francesa, situada en el departamento de Bajo Rin de la Región de Gran Este.
La comuna, ubicada en los límites del Parque natural regional de los Vosgos del Norte, limita al norte con Rosteig, al noreste con Wingen-sur-Moder, al sureste con Erckartswiller, al oeste con Hinsbourg y al noroeste con Puberg.

## Demografía
| Gráfica de evolución demográfica de Zittersheim entre 2006 y 2019 |
|                                                                   |

Fuentes: INSEE.

## Políticos
Elecciones Presidential Segunda Vuelta:
| Elección | Elección | Candidato Ganador | Partido | %     |
| -------- | -------- | ----------------- | ------- | ----- |
|          | 2022     | Emmanuel Macron   | LREM    | 52,26 |
|          | 2017     | Emmanuel Macron   | EM      | 61,69 |
|          | 2012     | Nicolas Sarkozy   | UMP     | 64,56 |
|          | 2007     | Nicolas Sarkozy   | UMP     | 64,00 |
|          | 2002     | Jacques Chirac    | RPR     | 78,26 |